# 2020年東京オリンピックスポーツピクトグラム
東京2020オリンピックスポーツピクトグラム（とうきょうニーゼロニーゼロオリンピックスポーツピクトグラム、英: Olympic Games Tokyo 2020 sport pictograms）は、東京2020オリンピック競技大会のスポーツ競技で、各スポーツを視覚的に表現するために制作されたグラフィックシンボル。

## 概要
2020年東京オリンピック・パラリンピック競技大会組織委員会（TOCOG）の下で、1964年東京オリンピックで最初に本格的に導入されたオリンピックスポーツピクトグラムの実績に大きな敬意を払いつつ、その後ますます国際化するアスリートや観客のグループと視覚的にコミュニケーションする必要から、東京2020オリンピックの新たな公式スポーツピクトグラムが作成された。
公式ピクトグラムの作成にあたっては、グラフィックデザイナーの廣村正彰をリーダーとするデザイン制作チームが担当した。制作された公式ピクトグラムに関する、著作権を含むすべての権利は、TOCOGに帰属していて、オリンピックとパラリンピックの終了後は、国際オリンピック委員会（IOC）の管轄下に置かれる。

## 作品
東京2020オリンピックスポーツピクトグラムは、各スポーツの特徴と運動能力を伝えるとともに、アスリートの躍動感を芸術的に強調するように設計されていて、全33競技50種類のデザインが制作された。 
廣村は、取材を受けた中で、ピクトグラムの原点である「情報伝達」に立ち返ってシンプルさにこだわったこと、たとえば、ゴルフやボクシングなど上半身だけで表現できるものは下半身を描いていないことを明らかにしている。その一方で、シンプルさの中にもリアルさ、アクティブさを追求したとも言っている。前回1964年東京大会からピクトグラムを進化させたこととして、アスリートの躍動感やリアリティーを表わすのに「体の動きを研究し、多くの競技で胴体部分を白抜きにした。描かない方が腹筋の具合や腰のひねりなどが伝わりやすいと気付いた」点を明かしている。

## パラリンピックのピクトグラム
東京2020パラリンピックスポーツピクトグラムも、廣村正彰のチームによって手掛けられ、2020年東京パラリンピック全22競技23種類のデザインが制作された。パラリンピック競技のルール、パラアスリートの体の使い方、パラ競技用車いす等装具などを研究して躍動感を表すことに力点が置かれた。
なお、東京2020のオリンピックスポーツピクトグラムとパラリンピックスポーツピクトグラムの両方を総称する時は、東京2020スポーツピクトグラムの名前が用いられることが多い。